# Tagesbruch

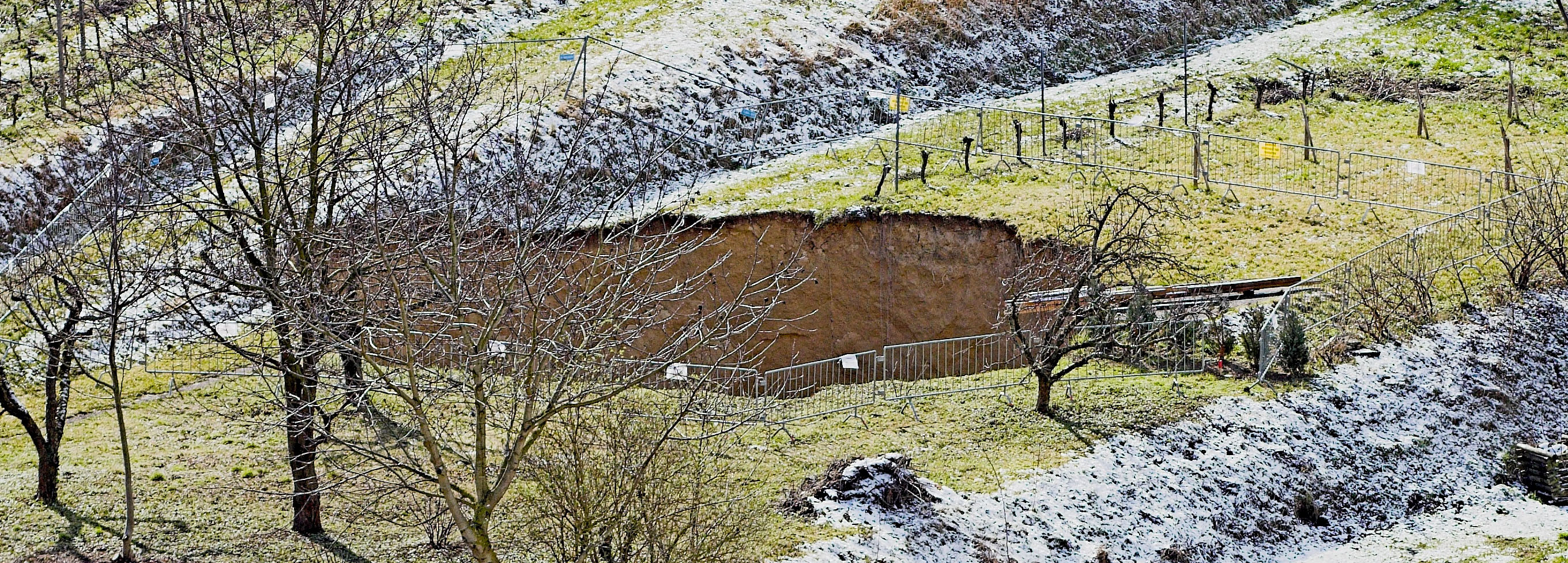
Pinge nach Einbruch eines alten Bergwerksstollens in Herbolzheim (Breisgau)

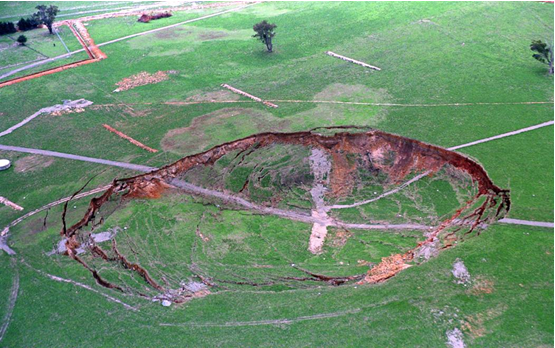
Tagesbruch der Mine Elura in Australien

Als Tagesbruch (auch: Tagebruch, Tagbruch) bezeichnet man einen Bergschaden, der nach Verbrüchen im Untergrund bis an die Erdoberfläche (in der Bergmannssprache „Tag“ genannt) durchbricht. Dort wird der Schaden oft durch Risse oder kraterähnliche Einsturztrichter („Pinge“) sichtbar. Tagesbrüche treten in der Regel durch den Einsturz alter, nicht verfüllter Stollen und Schächte eines Bergwerks auf und sind daher in Bergbauregionen besonders häufig.

## Grundlagen
Tagesbrüche ähneln in ihren Auswirkungen sehr stark den durch natürliche Vorgänge hervorgerufenen Erdfällen. Dieses liegt daran, dass beide Ereignisse auf den gleichen geomechanischen Gesetzmäßigkeiten beruhen. Allerdings entstehen Tagesbrüche nicht durch natürlich entstandene Hohlräume, sondern durch vom Menschen geschaffene Hohlräume, wie z. B. beim Bergbau. Besonders stark gefährdet für Tagesbrüche sind Gebiete, in denen in geringen Tiefen Hohlräume entstanden oder geschaffen wurden. Befinden sich über diesen Hohlräumen Deckschichten, die nicht dauerstandsicher sind, kommt es unter bestimmten Voraussetzungen zu einem Verbruch der Tagesoberfläche. Dieser Verbruch der Tagesoberfläche, der Tagesbruch, stellt die Endphase des als Hochbruchprozess bezeichneten Verbruchsvorganges dar.
Allerdings führt nicht jeder durch Bergbau entstandene Hohlraum zwangsläufig zu einem Tagesbruch. Damit ein Verbruchsprozess von unten nach oben durchschlagen kann, muss zum einen das Deckgebirge nicht standfest genug sein und zum anderen eine zu geringmächtige Überdeckung vorhanden sein. Des Weiteren wird ein Verbruchsprozess gestoppt, wenn genügend Bruchmaterial anfällt, welches dann für das überkragende Hangende ein neues Auflager darstellt. Nachteilig wirkt sich auch ein nicht mehr tragfähiger untertägiger Ausbau aus. Aufgrund des Gebirgsdrucks wird dieser Ausbau im Laufe der Zeit zusammenbrechen.
Beim tagesnahen Bergbau, bei dem die Deckschicht der Grubenbaue weniger als 30 Meter beträgt, ist das bestehende Gefährdungspotenzial unbefristet vorhanden. Beim oberflächennahen Bergbau beträgt die Deckschicht mindestens 30 Meter. Diese Grubenbaue bleiben aufgrund der relativ geringmächtigen Deckschicht und des dadurch niedrigen Gebirgsdrucks lange Zeit offen, das Gefährdungspotenzial bleibt somit über Jahrzehnte vorhanden. Als Tiefer Bergbau werden alle Grubenbaue mit Teufen über 100 Meter bezeichnet. Hier sind Bodenbewegungen innerhalb von 5 bis 10 Jahren, aufgrund von konvergierenden Grubenbauen an der Tagesoberfläche durch Bergsenkungen erkennbar.

## Entstehung von Tagesbrüchen
Wenn durch Bruchbau oder durch Verwitterung ein instabil gewordener Grubenbereich zusammenbricht, kann sich ein solcher Verbruch im Laufe der Zeit bis in die Nähe der Erdoberfläche durcharbeiten. Dadurch kann es zu Bergsenkungen kommen, die an der Oberfläche beispielsweise als Mulden sichtbar werden. Diese Senkungen betragen im Ruhrgebiet bis zu 15 m und können zu einer Versumpfung der Landschaft führen, da das Oberflächenwasser nicht mehr über den natürlichen Weg abgeleitet werden kann. Im Extremfall brechen die Erd- und Gesteinsmassen an der Oberfläche durch und stürzen in die unterirdischen Hohlräume ab. Es bildet sich dann ein tiefer Krater, eine sogenannte Pinge. Weitere Tagesbrüche können entstehen, wenn ungenügend verwahrte Schachtverschlüsse versagen und die darüber liegenden Massen in den noch offenen Schacht stürzen.
Die Gefahr der Entstehung von Tagesbrüchen hängt von folgenden Faktoren ab.:
- Teufe des Hohlraums
- Volumen des Hohlraums
- Festigkeit des Gesteins, in dem der Hohlraum aufgefahren wurde
- Mächtigkeit, Festigkeit und Verwitterungseigenschaften der Deckgebirgsschichten
- Hydrologie
- Auflockerungsfaktor des Gesteins
- Tektonik des Untergrundes

Quelle:
Tagesbrüche kommen vor allem im südlichen Teil des Ruhrgebietes vor, wo der Bergbau auf Steinkohle in der Nähe der Erdoberfläche stattfand und ein massives Deckgebirge über den Flözen fehlte. Eine weitere und sehr gefährliche Art des Tagesbruches ist der Einsturz eines abgeworfenen Schachtes, der nach der Beendigung des Abbaues unzureichend verfüllt wurde.

### Bruchverhalten
Je nach Beschaffenheit des Deckgebirges haben Tagesbrüche zwei unterschiedliche Bruchverhalten. Zum einen kann der Bruch spontan auftreten, zum anderen kann er aber auch verzögert auftreten. In den meisten Fällen läuft ein Tagesbruch spontan ab, sodass er in kurzer Zeit in voller Größe zu Tage tritt. Dadurch wird der Bruchtrichter sofort sichtbar. Bei einem verzögert auftretenden Tagesbruch zeigt sich an der Erdoberfläche zunächst nur ein kleines Fallloch, sodass die gesamten Ausmaße des Bruchtrichters am Anfang nicht sichtbar werden. Erst nach einiger Zeit stürzen die lockeren Erdmassen nach, sodass der volle Schaden sichtbar wird.

### Einwirkungsbereich
Als Einwirkungsbereich bezeichnet man einen Bereich an der Tagesoberfläche, der bedingt durch die Einwirkung des tagesnahen Altbergbaus in seinen Eigenschaften und Funktionen nachteilig beeinflusst wurde. Im Einwirkungsbereich kann eine zukünftige Beeinträchtigung nicht ausgeschlossen werden. Innerhalb des Einwirkungsbereiches, ausgehend von der Stollenachse nach außen hin, ist die Tagesoberfläche senkungs-, einbruch- und sogar einsturzgefährdet. In den 1970er Jahren wurde damit begonnen, alle bis dahin bekannten Schadensereignisse zu untersuchen und auszuwerten. Aus den Erkenntnissen der Auswertungen der Schadensereignisse wurde ein Berechnungsverfahren für die Größe des Einwirkungsbereichs entwickelt. Für die Berechnung der Abmessungen des Einwirkungsbereichs an der Tagesoberfläche (EB) muss die Mächtigkeit des Deckgebirges über der Strecken- oder Stollensohle ({\displaystyle M_{f}}), die Stollen- oder Streckenbreite bzw. Länge ({\displaystyle M_{F}}), die Stärke des Streckenausbaus (A) und die Teufe der Felslinie ({\displaystyle T_{F}}), auch einwirkungsrelevante Teufe genannt, bekannt sein. Die einwirkungsrelevante Teufe lässt sich unter Zuhilfenahme eines von den Herren Hollmann und Nürenberg erstellten Nomogramms ermitteln. Für die Berechnung wird ein Grenzwinkel von 50 Gon für das Deckgebirge und die Auffüllung sowie 70 Gon für das Karbongebirge angesetzt, außerdem wird in der Berechnung ein Sicherheitsabstand (S) von 1,5 Meter um den Schachtdurchmesser ({\displaystyle D_{S}}) berücksichtigt. Der Einwirkungsbereich berechnet sich gemäß der Formel:
{\displaystyle EB=D_{\text{s}}\ +M_{\text{F}}\ +2\cdot \left(A+S+T_{F}\right)}
Ist bei einem in Felsen aufgefahrenen Stollen die Stollenbreite genauso groß oder sogar kleiner als die Stollenhöhe und hat die Felsüberdeckung mindestens den vierfachen Wert der Stollenhöhe, so ist im Bereich dieses Stollens die Standsicherheit an der Tagesoberfläche vorhanden.

## Gefahren
Bei verzögert auftretenden Tagesbrüchen ist die Einbruchsgefahr sehr groß, da die Bereiche um den Bruchtrichter meistens schon aufgelockert sind und bei Belastung nachsacken. Die größten Gefahren von Tagesbrüchen liegen darin, dass die betroffenen Areale meistens plötzlich zusammenbrechen. Dies ist für den Menschen besonders gefährlich, wenn sich die Tagesbrüche in bewohnten oder anderweitig vom Menschen genutzten Gebieten ereignen.

### Gefahrenabwehr
Damit ein Tagesbruch überhaupt bewertet und weiter verfolgt wird, muss er zunächst entdeckt, als Tagesbruch erkannt und weiter gemeldet werden. Erst danach können weitere Maßnahmen eingeleitet werden. Bei Auftreten eines Tagesbruches wird als erste Sicherungsmaßnahme der Bereich durch die Polizei abgesperrt. Anschließend, teilweise zeitgleich, wird die Bevölkerung über den Vorfall informiert. Die Gefahrenstelle wird in der Regel bis zum Abschluss der Sicherungsmaßnahmen durch Wachpersonal bewacht, um den sogenannten Katastrophentourismus zu verhindern. Anschließend werden von einem Expertenteam der Tagesbruch und die in Mitleidenschaft gezogene Umgebung untersucht und der Schaden begutachtet. Hierbei werden die Bereiche analysiert und die Hohlräume geodätisch vermessen. Dabei wird der Zustand der Tragwerke und der vorhandenen Hohlräume bezüglich der Standsicherheit untersucht und die einzelnen Bereiche in Gefährdungsklassen eingeteilt. Die weiteren Sicherungsmaßnahmen werden besprochen und durchgeführt.
Als Sicherungsmaßnahmen werden je nach Schaden und örtlichen Möglichkeiten Gewebestützpfeiler, sogenannte Bullflexpfeiler, eingebracht und mit Beton verfüllt oder die Hohlräume werden komplett mit sogenanntem Blitzdämmer verfüllt. Zur Überbrückung von Tagesbrüchen können Geokunststoffbewehrungen eingesetzt werden. Durch das Einlegen von oftmals mehreren Lagen Geokunststoffen lassen sich insbesondere im Bereich alter Schächte Gefahren durch unkontrollierte Tagesbrüche abwehren. Zur Überwachung eventuell anhaltender Verformungen vorhandener Restpfeiler werden diese Aktivitäten mit sogenannten Feldspionen überwacht. Diese Messsonden werden in Klüften und Spalten installiert und können selbst kleinste Bewegungen von einigen Tausendstel Millimetern registrieren. Hierdurch werden weitere Bewegungsaktivitäten des Gebirges überwacht.

## Früherkennung
Zur Früherkennung von Tagesbrüchen wird eine Fülle von Maßnahmen angewendet. So werden durch die Markscheider der Bergbaubetreiber alte Karten und Risswerke ausgewertet, um Daten über ehemalige Bergwerke zu erhalten. Aus den gesammelten Daten werden sogenannte Lagerstättenprojektionen von einsturzgefährdeten Bereichen erstellt. Die Ergebnisse dieser Berechnungen werden an die zuständigen Bergämter zur weiteren fachlichen Bewertung weitergeleitet.
Die vorhandenen Daten werden genutzt, um vorhandene Gefahren besser beurteilen zu können. So werden mittels der statistischen Auswertung bereits eingetretener Tagesbrüche empirische Modelle entwickelt, mit denen Tagesbruchereignisse besser beurteilt werden können. Durch diese empirischen Formeln lassen sich Größen wie die relative Bruchwahrscheinlichkeit an der Tagesoberfläche, der Durchmesser des Tagesbruchs, der Bruchabstand und die Bruchzeit besser bestimmen. Anhand der gewonnenen Parameter aus den ausgewerteten Messungen der Altereignisse und der Daten werden analytische Modelle aufgestellt. Diese Rechenansätze lassen sich für eine praxisorientierte Gefährdungsabschätzung anwenden. Dadurch lassen sich die Eintrittswahrscheinlichkeit des Tagesbruches und das zu erwartende Schadensausmaß ermitteln.

## Beispiele
Einige bekannte Tagesbrüche:
- 1883: Erster Tagesbruch über dem Grubenfeld des „Herzoglichen Anhaltischen Salzbergwerkes Ludwig II“ bei Staßfurt.
- 1977 brachte ein unkontrollierter Wassereinbruch ein stillgelegtes Steinsalzbergwerk in Wapno (Polen) zum Einsturz. In den bis 1978 andauernden Tagesbrüchen versank das gesamte Ortszentrum von Wapno mit 53 Häusern und einer Eisenbahnstation. 1402 Menschen wurden obdachlos.
- 1992 ereignete sich im Rheinland in der unmittelbaren Nähe eines Krankenhauses ein Tagesbruch, der so groß war, dass das Krankenhaus vollständig zerstört wurde. Dass dabei kein Mensch zu Schaden kam, ist einem Steiger der Schiefergrube zu verdanken. Dieser hatte unter Tage ungewöhnliche Geräusche gehört und sofort das Ordnungsamt informiert, welches die Evakuierung des Krankenhauses anordnete.[28]
- Am 17. Juli 1998 entstand in Lassing (Steiermark) durch einen Bergwerkseinsturz ein 50 m breiter und 30 m tiefer Tagesbruch, in dem auch ein Haus versackte und sich ein See bildete. Es war das schwerste Grubenunglück Österreichs in der Nachkriegszeit. Elf Bergleute verunglückten beim Einsturz der Grube, nur einer konnte nach neun Tagen gerettet werden. Die Pinge wurde ca. zwei Jahre nach dem Unglück zugeschüttet.[29]
- 2004 wurden Tagesbrüche am Siegener Rosterberg bundesweit bekannt unter dem Namen „Siegener Loch“. Alte Hohlräume und Gänge der Grube Hohe Grethe waren eingestürzt und hatten vier Tagesbrüche nach sich gezogen. Die Sicherungsarbeiten dauerten ca. ein Jahr lang, 22.000 t Material wurden in den Berg gepumpt.[30]
- Ein weiterer Tagesbruch wurde im Februar 2008 in einer Rebanlage bei Herbolzheim (Breisgau) bemerkt. Hier war ein Stollen eines ehemaligen Erzbergbaus bis zur Oberfläche durchgebrochen. Wegen der Unwägbarkeit und der Gefahr weiterer Einbrüche wurde ein weitläufiges Gebiet rund um den Bruch dauerhaft abgesperrt.
- Ein Beispiel eines durch Subrosion entstandenen oder verschlimmerten Tagesbruches ist der in der Mülldeponie Zepzig aufgetretene Tagesbruch. Hier werden die Grubenräume eines alten Kalibergwerkes (Friedenshall/Solvayhall) durch Grundwasser weiter ausgelaugt.[31]
- Am 30. Juli 2022 wird ein tiefes Loch mit etwa 25 m Durchmesser im Gebiet des Kupferbergwerks Alcaparrosa in Tierra Amarilla, Region Atacama, Chile beobachtet.[32]